# قطعنامه ۵۳۶ شورای امنیت
قطعنامه ۵۳۶ شورای امنیت سازمان ملل متحد که در تاریخ ۱۸ جولای ۱۹۸۳ تصویب شد، سندی بین‌المللی دربارهٔ اسرائیل-لبنان است. این قطعنامه طی نشست ۲۴۵۶ام با ۱۳ موافق، ۰ مخالف و ۲ ممتنع تصویب شد.